# هوراسيو مارتينيز
هوراسيو مارتينيز (بالإنجليزية: Horacio Martínez)‏ هو لاعب كرة قاعدة أمريكي، ولد في 1915 في سانتياغو في جمهورية الدومينيكان، وتوفي في 1992.

## وصلات خارجية
- هوراسيو مارتينيز على موقع جمعية أبحاث البيسبول الأمريكية (الإنجليزية)